# Ла, Майкл
Майкл «Майк» Ричард Ла (англ. Michael «Mike» Richard Lah ; 1 сентября 1912 — 13 октября 1995) — американский художник-мультипликатор словенского происхождения. Он наиболее известен по своей работе на студии Metro-Goldwyn-Mayer, в первую очередь как член анимационного подразделения Текса Эйвери. Сначала он работал над короткометражками Том и Джерри, а затем перешел к работе над короткометражками Друпи.

## Биография
Майкл Ла родился в Иллинойсе. Он некоторое время работал на студии Walt Disney Animation Studios, прежде чем присоединиться к MGM в конце 1930-х годов. Его первой работой на MGM была работа в подразделении Харман-Айзинг, где он работал над последним мультфильмом Happy Harmonies, The Little Bantamweight в 1938 году. В 1940 году Майкл Ла присоединился к подразделению Ханна-Барбера чтобы работать над сериями Том и Джерри начиная с Puss Gets the Boot. Параллельно работал у Текса Эйвери в качестве ведущего художника-мультипликатора, где он оставался до закрытия студии в 1957 году, сняв несколько мультфильмов с Престоном Блэром в конце 1940-х годов, прежде чем стать штатным режиссером в 1953 году после того, как Эйвери покинул студию.
После того, как он покинул MGM, он ненадолго вернулся в Hanna-Barbera на их телевизионную мультстудию в качестве художника-мультипликатора шоу «Собака Гекльберри» и различных других шоу, затем присоединился к Quartet Films, коммерческой мультипликационной студии, которая создавала телевизионные рекламные ролики для Kelloggs и Green Giant Foods. Некоторые персонажи, которых разработал Ла, включают Тони Тигра, Веселого Зеленого Гиганта, Снапа, Крэкла и Попа, Медведя из Hamm’s Beer и Baltimore Orioles.
Он был активным членом ASIFA-Hollywood, работая в совете в течение нескольких лет. В 1984 году Ла получил Премию Уинзора Маккея за свою пожизненную работу в области анимации.
Умер 13 октября 1995 года в Лос-Анджелесе, Калифорния.

## Личная жизнь
Он был женат на Альберте Вогацке, сестре-близнеце Вайолет Вогацке, жены Уильяма Ханны.